# Список эпизодов телесериала «Третья смена»
Список эпизодов криминальной драмы NBC «Третья смена». Премьера сериала состоялась 26 сентября 1999 года, а финальная серия вышла в эфир 6 мая 2005 года. Всего за шесть сезонов было снято 132 серии.

## Сезоны
| Сезон | Сезон | Эпизоды | Дата показа      | Дата показа    | Рейтинг Нильсона | Рейтинг Нильсона       |
| Сезон | Сезон | Эпизоды | Премьера         | Финал          | Ранк             | Зрители США (миллионы) |
| ----- | ----- | ------- | ---------------- | -------------- | ---------------- | ---------------------- |
|       | 1     | 22      | 23 сентября 1999 | 22 мая 2000    |                  | 14.79                  |
|       | 2     | 22      | 2 октября 2000   | 21 мая 2001    | 46               | 16.80                  |
|       | 3     | 22      | 15 октября 2001  | 13 мая 2002    | 38               | 15.29                  |
|       | 4     | 22      | 30 сентября 2002 | 28 апреля 2003 | 36               | 14.85                  |
|       | 5     | 22      | 29 сентября 2003 | 7 мая 2004     | 62               | 15.35                  |
|       | 6     | 22      | 17 сентября 2004 | 6 мая 2005     | 55               | 15.22                  |

### Сезон 1 (1999—2000)
| № общий | № в сезоне | Название                                                                 | Режиссёр               | Автор сценария                                                      | Дата премьеры     | Произв. код |
| --- | ---------- | ------------------------------------------------------------------------ | ---------------------- | ------------------------------------------------------------------- | ----------------- | ----------- |
| 1 | 1          | «Welcome to Camelot» «Добро пожаловать в Камелот»                        | Кристофер Чулак        | Сюжет : Эдвард Аллен Бернеро и Джон Уэллс Телесценарий : Джон Уэллс | сентябрь 26, 1999 | 225301      |
| В полицию и расположенную напротив пожарную часть прибывают новички. Тай Дэвис становится полицейским, как и его погибший отец, а Карлос Нието фельдшером скорой помощи. Двое новобранцев работают со старшими и мудрыми наставниками. Карлос работает с серьёзным Монти «Доком» Паркером, а Тай — с Джоном «Салли» Салливаном, бывшим напарником своего отца. Тем временем парамедики Бобби и Ким спешат от одной чрезвычайной ситуации к другой. У офицеров Боско и Йокаса и пожарного Джимми свои проблемы. |            |                                                                          |                        |                                                                     |                   |             |
| 2 | 2          | «Anywhere But Here» «Где угодно, только не здесь»                        | Кристофер Чулак        | Эдвард Аллен Бернеро                                                | октябрь 3, 1999   | 225302      |
| Стрельба в фельдшера Джерри заставляет Дока, Тая и Карлоса чувствовать себя виноватыми. Тай расспрашивает Салли о смерти своего отца. Обеспокоенный Джимми дарит бывшей жене Ким пуленепробиваемый жилет. Фред хочет, чтобы Фейт уволилась с работы. |            |                                                                          |                        |                                                                     |                   |             |
| 3 | 3          | «Patterns» «Узоры»                                                       | Кристофер Чулак        | Джон Ридли                                                          | октябрь 10, 1999  | 225304      |
| Камера слежения засняла Боско, занимающегося сексом в своей патрульной машине с дочерью капитана своего участка. Тем временем Док таскает Карлоса по городу с личным заданием найти владельца часов, найденных в машине скорой помощи. |            |                                                                          |                        |                                                                     |                   |             |
| 4 | 4          | «Hell Is What You Make Of It» «Ад - это то, что вы из этого делаете»     | Кристофер Мизиано      | Терри Копп                                                          | октябрь 17, 1999  | 225303      |
| Два новичка, Карлос и Дэвис, испытывают разочарование в своей новой работе и в своих инструкторах. Боско и Доэрти пытаются досадить друг другу. |            |                                                                          |                        |                                                                     |                   |             |
| 5 | 5          | «Responsible Parties» «Ответственные стороны»                            | Феликс Энрикес Алькала | Эдвард Аллен Бернеро                                                | октябрь 31, 1999  | 225305      |
| Новый врач Сара Моралес игнорирует попытки Карлоса приударить за ней. Док опечален, узнав, что Джерри решил уйти на пенсию по инвалидности. Джимми и Бобби разрешают свой конфликт из-за Ким и Джоуи в игре в баскетбол. Салли и Тай арестовывают похитителя кошельков, который сделает все, чтобы остаться в тюрьме, как только узнает, что сын его жертвы - мафиози. Фейт вершит уличное правосудие над бандитом, ответственным за смерть двух маленьких мальчиков. |            |                                                                          |                        |                                                                     |                   |             |
| 6 | 6          | «Sunny, Like Sunshine» «Санни, как Саншайн»                              | Р. В. Гудвин           | Джон Уэллс                                                          | ноябрь 7, 1999    | 225306      |
| Бобби навещает своего брата Мэтти накануне его освобождения из тюрьмы. Санни просит Ким приютить ее и убегает, когда Ким отсылает ее в приют. Карлос сбивает автобусом пешехода. Фейт и Боско расследуют ограбление могил и размышляют о бессмертии. Джимми спасает новобранца, который оказался в ловушке под обрушившимся потолком во время пожара в квартире. Бобби последовал совету Дока и рассказал Ким о своих чувствах, но Ким считает, что она недостаточно хороша для него. Карлос и Док ссорятся из-за методов обучения Дока. Салли и Тай спасают девочку-подростка от сексуального маньяка. |            |                                                                          |                        |                                                                     |                   |             |
| 7 | 7          | «Impulse» «Импульс»                                                      | Феликс Энрикес Алькала | Лэнс Джентиле                                                       | ноябрь 14, 1999   | 225307      |
| Тай беспокоится о том, что его мать встречается с Салли. Фейт и Боско теряют свидетеля, который оказывается преступником. Бобби готовится к освобождению брата из тюрьмы. Машина скорой помощи сталкивается с автомобилем, за рулем которого находится беременная женщина. Карлос пытается оживить рожденного преждевременно ребенка после того, как доктор Моралес объявляет его мертвым. Джимми спасает мальчика с дерева. |            |                                                                          |                        |                                                                     |                   |             |
| 8 | 8          | «History of the World» «История мира»                                    | Р. В. Гудвин           | Джон Романо                                                         | ноябрь 21, 1999   | 225308      |
| В День благодарения Боско пытается разрешить семейный конфликт в ресторане, в то время как Фейт занимается тем же самым в своем собственном доме. Мать Бобби не позволяет Мэтти присутствовать на семейном празднике. После перестрелки Тай и Салли расходятся во мнениях по поводу того, как они должны сообщить об инциденте своему начальству и следственной группе. |            |                                                                          |                        |                                                                     |                   |             |
| 9 | 9          | «Modern Designs for Better Living» «Современный дизайн для лучшей жизни» | Брайан Спайсер         | Джон Ридли                                                          | ноябрь 28, 1999   | 225310      |
| Отправляясь в свой первый рейд, Дэвис непреднамеренно подвергает опасности маленького мальчика, которому пытается помочь. Док начинает думать, что передозировка лекарств его отца, возможно, не была случайной. Чтобы доставить страдающую ожирением женщину в больницу, пожарные разрушают стену квартиры и спускают ее из окна многоэтажки. |            |                                                                          |                        |                                                                     |                   |             |
| 10 | 10         | «Demolition Derby» «Гонки на разрушение»                                 | Кристофер Чулак        | Тереза Ребек                                                        | январь 10, 2000   | 225309      |
| Взрыв в здании, которое вот-вот снесут, оставляет людей в ловушке внутри, заставляя пожарных делать ужасный выбор. Проблема Фреда с алкоголем обостряется. |            |                                                                          |                        |                                                                     |                   |             |
| 11 | 11         | «Alone in a Crowd» «Один в толпе»                                        | Мэтт Пенн              | Эдвард Аллен Бернеро                                                | январь 17, 2000   | 225311      |
| Неспособность Джимми следить за воротами пожарной части приводит к трагедии. Моралес, опустошенная потерей молодого пациента, обращается к Доку за утешением. Первый напарник Салли совершает самоубийство, заставляя его задуматься о том, как прошла его жизнь. Боско пытается купить автомобиль 1967 года у бездомного. Бобби продолжает делать все возможное, чтобы заставить свою мать помириться с братом. |            |                                                                          |                        |                                                                     |                   |             |
| 12 | 12         | «Journey to the Himalayas» «Путешествие в Гималаи»                       | Кеннет Финк            | Джон Романо                                                         | январь 24, 2000   | 225312      |
| Тай проводит смену в пешем патруле вместе с полицейским по кличке Кондитер и узнает неприятные факты как о своем покойном отце, так и о самом Кондитере. Между Доком и Моралес начинается роман после того, как отец Дока говорит ему продолжать жить своей жизнью. Джимми задолжал денег своему букмекеру. Фейт вступает в конфликт с матерью пропавшей девочки. Салли замолвил словечко перед окружным прокурором за водителя, совершившего наезд. Бобби раздавлен, узнав, что Мэтти был невольным соучастником тяжкого убийства. |            |                                                                          |                        |                                                                     |                   |             |
| 13 | 13         | «This Band of Brothers» «Братья по оружию»                               | Гай Норман Би          | Джон Уэллс                                                          | февраль 14, 2000  | 225313      |
| Фейт, Боско, Салли, Тай и Кондитер пешком преследуют троих вооруженных "Узи" грабителей. Кондитер рискует своей жизнью, чтобы спасти Тая. Отказ Боско оказать медицинскую помощь одному из преступников приводит к смерти грабителя. Тай ищет правду о своем отце. Мать Бобби сообщает полиции, где найти Мэтти, который отчаянно умоляет Бобби дать ему немного денег на побег. Бобби соглашается, но умоляет Мэтти сдаться полиции. Мэтти уходит, оставляя Бобби раздавленным и ищущим утешения у Ким. Карлос узнает о Доке и Моралес. |            |                                                                          |                        |                                                                     |                   |             |
| 14 | 14         | «32 Bullets and a Broken Heart» «32 Пули и Разбитое Сердце»              | Брайан Спайсер         | Джон Ридли                                                          | февраль 21, 2000  | 225314      |
| Накануне Дня Святого Валентина Бобби и Ким провели ночь вместе. Признание Бобби в любви заставляет Ким понять, что они совершили большую ошибку. После мучений в течение всего дня она, наконец, признается и разбивает сердце Бобби. Ища утешения в бутылке, Бобби оказывается в местном баре рядом с женщиной, которую тоже бросили, и они отправляются к ней домой. Пьяный Фред разбивает машину. Фейт арестовывает его и отказывается внести залог. Когда Фред наконец приходит домой, Фейт уже упаковала его вещи и вышвыривает его вон. Карлос ухаживает за девушкой, которая врезалась в автобус, и она влюбляется в него. Гей-сообщество становится мишенью стрелка. Тай арестовывает девушку за угон автомобиля, она оказывается сестрой Малкольма. Фейт дает Боско понять, что она сыта по горло его фанатизмом. |            |                                                                          |                        |                                                                     |                   |             |
| 15 | 15         | «Officer Involved» «Вовлеченный офицер»                                  | Кристофер Чулак        | Эдвард Аллен Бернеро                                                | март 13, 2000     | 225315      |
| Дэвис гонится за бандитом и, вывернув из-за угла, видит человека, целящегося в Салли. Он стреляет в него, но это оказывается прохожий, который просто возвращал Салли упавшее оружие. Чувство вины Дэвиса заставляет его сомневаться, стоит ли ему оставаться в полиции. Напряженность между Боско и Фейт продолжает нарастать. И Бобби, и Джимми знакомят своих новых подружек с Ким, которая не в восторге от потенциальной конкуренции. |            |                                                                          |                        |                                                                     |                   |             |
| 16 | 16         | «Nature or Nurture» «Природа или воспитание»                             | Кларк Джонсон          | Терри Копп                                                          | март 20, 2000     | 225316      |
| Оказывая помощь пострадавшим в перестрелке, Док и Карлос расходятся во мнениях по поводу того, как помешать одиннадцатилетнему мальчику последовать за своим братом в банду. На Боско нападают двое грабителей. Вместо того, чтобы арестовать их, он сам забирает их бумажники. Позже в участке он видит грабителей, решивших подать на него заявление. Джимми все глубже влезает в долги, что подвергает Джоуи опасности. Ким начинает беспокоиться о том, как мало времени она проводит с Джоуи после того, как у него случаются неприятности в школе. |            |                                                                          |                        |                                                                     |                   |             |
| 17 | 17         | «Ohio» «Огайо»                                                           | Майкл Филдс            | Джон Романо                                                         | апрель 10, 2000   | 225317      |
| Спецслужбы отправляют в отель "Уолдорф-Астория" для обеспечения безопасности во время предвыборных дебатов Клинтон - Джулиани в Сенате. Полицейских назначают на кухню, и они обсуждают политику и смертную казнь, в то время как Салли пытается заставить неприветливого шеф-повара накормить их. Парамедики и пожарные дежурят в гараже отеля, где они рассказывают о худших случаях из своей практики, религии, отношениях и о том, что жизнь часто складывается не так, как планировалось. Ким и Джимми снова ссорятся из-за его безответственности после того, как ее зарплата уходит на покрытие одного из его безнадежных долгов. |            |                                                                          |                        |                                                                     |                   |             |
| 18 | 18         | «Men» «Люди»                                                             | Гай Норман Би          | Лэнс Джентиле                                                       | апрель 17, 2000   | 225318      |
| У Фейт по-прежнему проблемы в браке с Фредом. Когда она встречается со своим бывшем парнем на месте автомобильной аварии, у нее возникает большое искушение принять его приглашение встретиться с ним в его гостиничном номере, чтобы наверстать упущенное в былые времена. Отец Дока попадает в реанимацию. Доку приходится принять несколько трудных решений. Преступник обвиняет Кондитера в краже у него денег при аресте. Дэвис верит преступнику и не уверен, как ему ответить на вопросы ОВР о том, что произошло. Полицейский участок сражается с пожарной частью в баскетбольном матче. |            |                                                                          |                        |                                                                     |                   |             |
| 19 | 19         | «Spring Forward, Fall Back» «Прыжок вперед, падение назад»               | Кристофер Чулак        | Джон Уэллс                                                          | апрель 24, 2000   | 225319      |
| Карлос отстает в учебе. Вэнджи сообщает ему, что беременна. Полицейские разыскивают двухлетнюю девочку, пропавшую после того, как ее семья попала в автокатастрофу. Боско и Фейт борются с инвалидом, который продает наркотики детям. Салли и Дэвис выслеживают алкоголика, напавшего на пастора церкви Салли. |            |                                                                          |                        |                                                                     |                   |             |
| 20 | 20         | «A Thousand Points of Light» «Тысяча точек света»                        | Майкл Филдс            | Джон Ридли                                                          | май 1, 2000       | 225320      |
| Доэрти пытается спасти мать двоих маленьких детей от пожара. Тем временем Боско и Фейт ищут человека, подозреваемого в поджоге. Дэвис пытается устроить Салли свидание вслепую. После того, как сутенер сестры Малкольма избивает ее, Салли и Дэвис пытаются найти Малкольма, прежде чем он убьет сутенера. Проблемы с девушкой Карлоса обостряются, а отношения Дока переходят на новый уровень. |            |                                                                          |                        |                                                                     |                   |             |
| 21 | 21         | «Just Another Night at the Opera» «Просто еще одна ночь в опере»         | Кристофер Мизиано      | Эдвард Аллен Бернеро                                                | май 8, 2000       | 225321      |
| Йокас и Боско преследуют угонщика в многоуровневом гараже. Когда вор съезжает с края верхнего уровня и падает на землю, Бобби рискует своей жизнью, чтобы спасти водителя. Ко всеобщему удивлению, Боско идет в оперу с Николь и ее родителями. У Карлоса возникают проблемы со своим боссом и Вэнджи. Салли и Тай помогают Кондитеру с работой, и Тай говорит Кондитеру, что именно он о нем думает. У Джимми есть новости для Ким, которые ее удивляют, и она раздражает Бобби каждый раз, когда пытается поговорить с ним об этом. |            |                                                                          |                        |                                                                     |                   |             |
| 22 | 22         | «Young Men and Fire» «Юноши и огонь»                                     | Кристофер Чулак        | Джон Уэллс                                                          | май 15, 2000      | 225322      |
| Дока и Карлоса спасают пожарные, когда они застревают в квартире на восемнадцатом этаже с парализованным пациентом. У Тая подходит к концу испытательный срок. Фейт обнаруживает, что снова беременна. В пожарных стреляет сумасшедший, когда они прибывают тушить машину, Джимми тяжело ранен. |            |                                                                          |                        |                                                                     |                   |             |